# Hongqi CA770
O Hongqi CA770 é um automóvel produzido pela FAW Hongqi como sucessor do Hongqi CA72. O CA770 permaneceu em produção de 1966 a 1981, embora em número limitado. Construído em uma plataforma baseada no Chrysler Imperial, cerca de 1.600 desses Hongqi com motor V8 foram feitos no total e, ao longo dos anos, várias versões foram lançadas, incluindo um modelo de longa distância entre eixos de 1965 com três fileiras de assentos e uma versão blindada de 1969 (CA772). Também foi produzida uma versão picape, com três construídas. Uma versão em carro fúnebre foi planejada, mas nunca produzida. A série 770 era movida por um motor Chrysler 5.6 L V8 de 215 HP, embora a carroceria tenha sido desenhada pela First Automobile Works.
Várias modificações modernizadas destes carros continuaram a ser construídas em número limitado até meados da década de 1990.
Em 1989, Hongqi produziria seu primeiro modelo de automóvel totalmente novo. Foi denominado "CA7225LH" e foi baseado na versão chinesa do sedã Audi 100 C3.

## Modelos
- CA770C: Versão com volante à direita do CA770G. Assim como o CA770G, o interior e o motor eram da primeira geração do Lincoln Town Car. Um feito em 1987.
- CA770G: CA770 com motor Ford 5,8 L, e volante e tacômetro do Lincoln Town Car. 25 feitos de 1985 a 1988.
- CA770J: Conversível baseado no chassi do CA770 de tamanho completo. Utilizados principalmente em desfiles, os bancos traseiros foram elevados para que os passageiros pudessem ficar em pé com a capota abaixada. Cinco feitos de 1965 a 1972. Um exemplo, o CA770JG, apresentava um grande painel de vidro para proteger os passageiros.
- CA770TJ: Versão Landaulet. Dois feitos em 1984 para o 35º aniversário da fundação da República Popular da China.
- CA770L: Versão perua. Três feitos.
- CA770JH: Versão ambulância. O formato básico foi mantido, mas a tampa do porta-malas foi levantada (que também elevava o vidro traseiro) para facilitar o acesso de uma maca. Três feitos.
- CA771: Versão com distância entre eixos curta. Apresentava duas fileiras de assentos (em vez de três) e era 650 mm mais curto. 127 (ou 129) feitos de 1967 a 1971.
- CA772: Versão blindada. O motor foi aumentado para 8,0L e ajustado para 300 cv. A carroceria apresentava blindagem de 8 mm de espessura para suportar tiros de metralhadora leve. As janelas eram de vidro à prova de balas de 65 mm de espessura. 15 feitos de 1969 a 1972; 12 permaneceram na China, enquanto os outros três foram exportados (um para a Coreia do Norte, outro para o Camboja e o terceiro para o Vietnã).
- CA773: Versão com distância entre eixos curta. Era 400 mm mais curto que o CA770 e apresentava duas fileiras de assentos. Ao contrário do CA771, o CA773 apresentava uma janela entre a porta traseira e o pilar D. 297 feitos de 1969 a 1976.
- CA7560: O último modelo baseado no CA770, CA7560LH é o modelo de longa distância entre eixos. Equipado com espelhos retrovisores de plástico pretos da Audi. Os primeiros modelos tinham um interior semelhante ao CA770 original, mas com algumas peças interiores do Peugeot 504. Os modelos posteriores tinham grande parte do interior do Audi 100/200. O motor também era do CA770. 20 feitos de 1992 a 1995.[5]
- CA7400: Remasterização do Hongqi CA770 com linha de teto rebaixada baseado no Lincoln Town Car 1998–2011. O protótipo foi feito em 2004.[6]

- Hongqi CA770 (1967)
- Interior do Hongqi CA770 (bancos dianteiros)
- Interior do Hongqi CA770 (bancos traseiros)
- Hongqi CA771
- Hongqi CA773
- Hongqi conversível